# Трубичино
Трубичино (біл. вёска Трубічына) — село в складі Смолевицького району Мінської області, Білорусь. Село підпорядковане Усяжській сільській раді, розташоване в центральній частині області.